# Český Šternberk (stacja kolejowa)
Český Šternberk – stacja kolejowa w Českým Šternberku, w kraju środkowoczeskim, w Czechach. Jest to ważna stacja węzłowa o znaczeniu krajowym. Znajduje się na wysokości 310 m n.p.m.
Na stacji nie ma możliwości zakupu biletów, a obsługa podróżnych odbywa się w pociągu w pociągu.

## Linie kolejowe
- 212 Čerčany - Světlá nad Sázavou